# Supercopa de España 1996
La Supercopa de España 1996 è stata tredicesima edizione della Supercoppa di Spagna.
Si è svolta nell'agosto 1996 in gara di andata e ritorno tra l'Atlético Madrid, vincitore della Primera División 1995-1996 e della Coppa del Re 1995-1996, e il Barcellona, finalista della Coppa del Re 1995-1996.
A conquistare il titolo è stato il Barcellona che ha vinto la gara di andata a Barcellona per 5-2 e ha perso quella di ritorno a Madrid per 3-1.

## Partecipanti
| Squadre         | Qualificazione                                                            | Partecipazioni precedenti (il grassetto indica la vittoria) |
| --------------- | ------------------------------------------------------------------------- | ----------------------------------------------------------- |
| Atlético Madrid | Vincitore della Primera División 1995-1996 e della Coppa del Re 1995-1996 | 3 (1985, 1991, 1992)                                        |
| Barcellona      | Finalista della Coppa del Re 1995-1996                                    | 8 (1983, 1985, 1988, 1990, 1991, 1992, 1993, 1994)          |

## Tabellini

### Andata
| Arbitro: | Juan Antonio Fernández Marín |

|                                                       |           |                                |
| Ronaldo 5’, 89’ Giovanni 31’ Pizzi 73’ de la Peña 75’ | Marcatori | 37’ Esnáider 57’ (rig.) Pantić |

| Barcellona | Atlético Madrid |

| Barcellona:     |    |                      |     |     |
|                 |    |                      |     |     |
| P               | 1  | Vítor Baía           |     |     |
| D               | 21 | Luis Enrique         | 82’ |     |
| D               | 20 | Miguel Ángel Nadal   |     | 50’ |
| D               | 5  | Gheorghe Popescu (c) | 11’ |     |
| D               | 12 | Sergi Barjuan        |     |     |
| C               | 4  | Josep Guardiola      | 35’ |     |
| C               | 18 | Guillermo Amor       |     | 67’ |
| C               | 7  | Luís Figo            | 34’ |     |
| C               | 10 | Giovanni             |     |     |
| C               | 8  | Hristo Stoičkov      |     | 72’ |
| A               | 9  | Ronaldo              |     |     |
| A disposizione: |    |                      |     |     |
| P               | 25 | Julen Lopetegui      |     |     |
| D               | 2  | Albert Ferrer        |     |     |
| D               | 3  | Abelardo             |     | 50’ |
| C               | 6  | José Mari Bakero     |     |     |
| C               | 21 | Robert Prosinečki    |     |     |
| C               | 23 | Iván de la Peña      |     | 67’ |
| A               | 19 | Juan Antonio Pizzi   |     | 72’ |
| Allenatore:     |    |                      |     |     |
| Bobby Robson    |    |                      |     |     |

| Atlético Madrid: |    |                       |     |         |
|                  |    |                       |     |         |
| P                | 1  | José Francisco Molina | 81’ |         |
| D                | 20 | Delfí Geli            | 67’ |         |
| D                | 6  | Santi                 | 16’ |         |
| D                | 4  | Roberto Solozábal (c) |     |         |
| D                | 3  | Toni                  |     |         |
| C                | 24 | Radek Bejbl           |     |         |
| C                | 10 | Milinko Pantić        |     |         |
| C                | 18 | Roberto Fresnedoso    |     | 46’     |
| C                | 14 | Diego Simeone         | 7’  | 46’     |
| A                | 19 | Kiko                  |     |         |
| A                | 9  | Juan Esnáider         | 68’ |         |
| A disposizione:  |    |                       |     |         |
| P                | 13 | Ricardo               |     |         |
| D                | 2  | Pablo Alfaro          |     |         |
| D                | 5  | Juanma López          |     | 67’     |
| D                | 15 | Carlos Aguilera       |     | 46’ 67’ |
| C                | 8  | Juan Vizcaíno         | 60’ | 46’     |
| A                | 7  | Leonardo Biagini      |     |         |
| A                | 17 | Juan Carlos           |     |         |
| Allenatore:      |    |                       |     |         |
| Radomir Antić    |    |                       |     |         |

### Ritorno
| Arbitro: | Juan Ansuátegui Roca |

|                                   |           |              |
| López 32’ Esnáider 64’ Pantić 76’ | Marcatori | 58’ Stoičkov |

| Atlético Madrid | Barcellona |

| Atlético Madrid: |               |                       |     |     |
|                  |               |                       |     |     |
| P                | 1             | José Francisco Molina |     |     |
| D                | 5             | Juanma López          | 42’ |     |
| D                | 6             | Santi                 |     |     |
| D                | 2             | Pablo Alfaro          |     |     |
| D                | 3             | Toni                  |     |     |
| C                | 18            | Roberto Fresnedoso    |     |     |
| C                | 24            | Radek Bejbl           | 72’ | 71’ |
| C                | 10            | Milinko Pantić        | 60’ |     |
| C                | 14            | Diego Simeone         |     | 64’ |
| A                | 19            | Kiko                  |     |     |
| A                | 7             | Leonardo Biagini      |     | 25’ |
| A disposizione:  |               |                       |     |     |
| P                | 13            | Ricardo               |     |     |
| D                | 4             | Roberto Solozábal     |     |     |
| D                | 20            | Delfí Geli            |     | 64’ |
| C                | 8             | Juan Vizcaíno         |     | 71’ |
| A                | 9             | Juan Esnáider         | 30’ | 25’ |
| Allenatore:      |               |                       |     |     |
| Radomir Antić    | Radomir Antić | Radomir Antić         | 59’ |     |

| Barcellona:     |    |                      |     |       |
|                 |    |                      |     |       |
| P               | 25 | Julen Lopetegui      |     |       |
| D               | 2  | Albert Ferrer        |     |       |
| D               | 15 | Laurent Blanc        |     |       |
| D               | 3  | Abelardo             | 49’ |       |
| D               | 12 | Sergi Barjuan        | 78’ |       |
| C               | 21 | Luis Enrique         |     |       |
| C               | 5  | Gheorghe Popescu (c) |     |       |
| C               | 4  | Josep Guardiola      |     |       |
| C               | 18 | Guillermo Amor       |     | 90+1’ |
| A               | 8  | Hristo Stoičkov      |     | 80’   |
| A               | 19 | Juan Antonio Pizzi   | 29’ |       |
| A disposizione: |    |                      |     |       |
| P               | 13 | Carles Busquets      |     |       |
| C               | 6  | José Mari Bakero     |     | 90+1’ |
| C               | 21 | Robert Prosinečki    |     |       |
| C               | 27 | Roger                |     |       |
| A               | 11 | Ángel Manuel Cuéllar |     | 80’   |
| Allenatore:     |    |                      |     |       |
| Bobby Robson    |    |                      |     |       |